# كوينتوس بيوس
كوينتوس كايسيليوس ميتيلوس بيوس (128 - 63 ق.م) كان سياسيًّا رومانيًّا وجنرالًا. مثَّل الأعضاء الآخرين في عائلة كيسيليا ذات النفوذ، كان زعيمًا لأوبتيميتس، الفصيل المحافظ المعارض لببيولاريس خلال القرن الأخير من الجمهورية الرومانية.